# Atthawit Sukchuai
Atthawit Sukchuai (tiếng Thái: อรรถวิท สุขช่วย, sinh ngày 13 tháng 3 năm 1996), là một cầu thủ bóng đá người Thái Lan thi đấu ở vị trí tiền vệ tấn công cho câu lạc bộ Giải bóng đá Ngoại hạng Thái Lan Suphanburi.

## Danh hiệu

### Quốc tế
Thái Lan U-17
- Giải vô địch bóng đá U-16 Đông Nam Á
  -  Vô địch (1): 2011

## Sự nghiệp quốc tế
Anh đoạt chức vô địch Giải vô địch bóng đá U-16 Đông Nam Á 2011 với U-17 Thái Lan.